# Südweststeiermark
Koordinaten: 46° 49′ N, 15° 22′ O

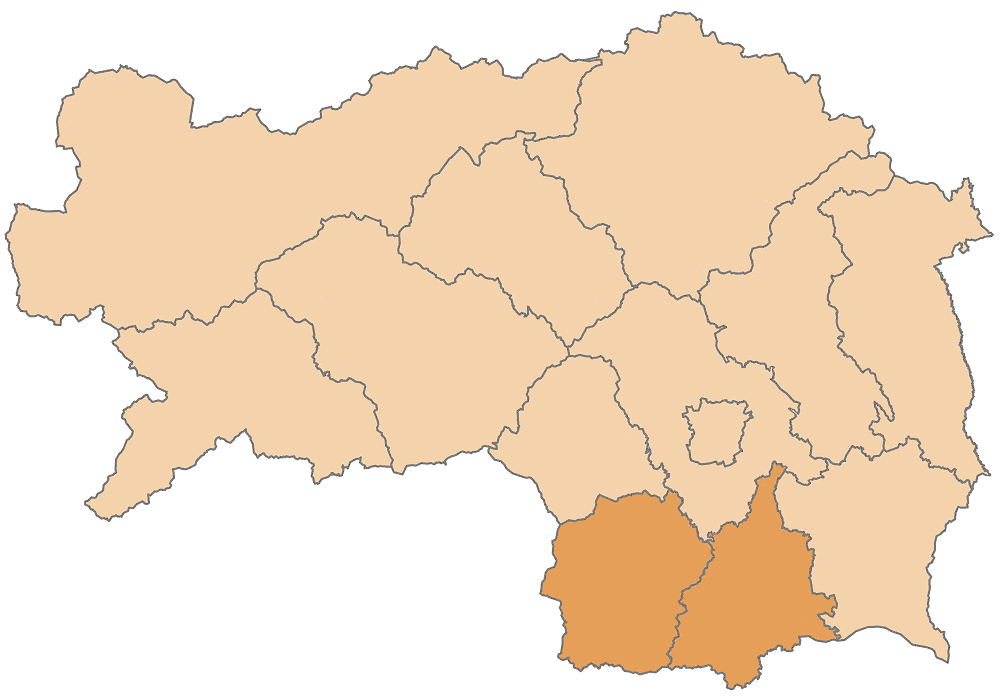
Südweststeiermark: Bezirke Deutschlandsberg und Leibnitz

Die sieben Planungsregionen der Steiermark: Südweststeiermark (6)

Als Südweststeiermark bezeichnet man den Bereich der folgenden politischen Bezirke der Steiermark:
- Deutschlandsberg
- Leibnitz

Die beiden Bezirke stellen eine Raumplanungsregion der Steiermark dar. Sie liegen südlich und südwestlich von Graz und großteils westlich der Mur und können so zur Südsteiermark ebenso wie zur Weststeiermark gerechnet werden. Statistisch fallen sie in die NUTS-Region West- und Südsteiermark (AT225), die neben diesen beiden Bezirken auch den nördlich gelegenen Bezirk Voitsberg umfasst.
Landschaftlich umfasst die Region das Leibnitzer Feld (Teile des Murtals), Laßnitztal und Sulmtal, die Südteile des Weststeirischen Hügellands (Riedelland), mit dem Sausal, die steirischen Anteile der Windischen Bühel, die Ostabdachung der Koralpe und die Nordflanke des Poßruck.
Die Region hat 1732.93 km² Katasterfläche, davon 796 km² Dauersiedlungsraum, und 171.602 Einwohner (Stand: 1. Jänner 2024, Gebietsstand: 2020). 53 % der Gesamtfläche sind Dauersiedlungsraum (nach der Südoststeiermark der zweithöchste Wert aller steirischen Regionen), die Bevölkerungsdichte liegt bei 97 Ew./km² (Steiermark 76, Österreich 106), im Dauersiedlungsraum bei 174 Ew./km² (Steiermark 233, Österreich 259).
Regionale Zentren sind die beiden Bezirkshauptstädte Leibnitz (13.362 Ew.) und Deutschlandsberg (11.753 Ew.). Als teilregionale Versorgungszentren haben Bedeutung: Arnfels, Bad Schwanberg, Ehrenhausen an der Weinstraße, Eibiswald, Gamlitz, Gleinstätten, Gralla, Groß Sankt Florian, Heiligenkreuz am Waasen, Lannach, Lebring-Sankt Margarethen, Leutschach an der Weinstraße, Pölfing-Brunn, Preding, Sankt Georgen an der Stiefing, Schwarzautal, Stainz, Straß in Steiermark, Wagna, Wies und Wildon.